# Stefano Baldi

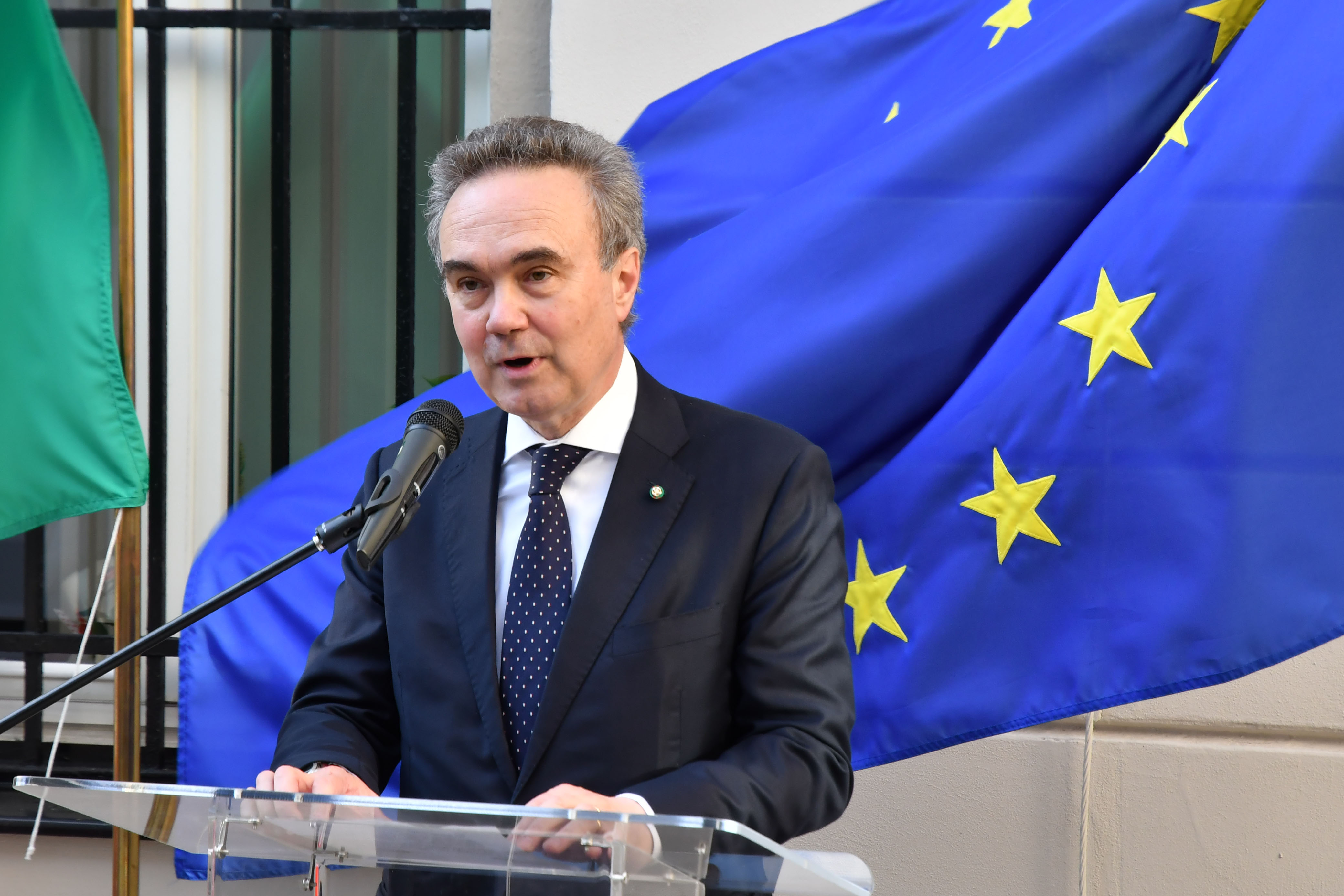
Stefano Baldi, 2019

Stefano Baldi (* 8. April 1961 in Città della Pieve) ist ein italienischer Diplomat, der seit dem 4. Januar 2021 Ständiger Vertreter von Italien bei der OSZE in Wien ist.

## Werdegang
Abschluss des Studiums der Wirtschaftswissenschaften an der Universität La Sapienza im Jahr 1986. 1989 trat er in den auswärtigen Dienst. 1991 wurde er stellvertretender Missionsleiter in Daressalam.
1995 wurde er Gesandtschaftssekretär erster Klasse nächst dem Büro der Vereinten Nationen in Genf. 1999 war er beim Centro Cifra e Telecomunicazioni beschäftigt und leitete die Abteilung Statistik.
Seit 2002 war er Gesandtschaftsrat erster Klasse der italienischen Vertretung beim UNO-Hauptquartier als Verantwortlicher für die I-Kommission der Generalversammlung in Abrüstungsfragen und Atomwaffensperrvertrag.
Seit 2006 war er als Referenten für Außenbeziehungen (RELEX) für die Gemeinsame Außen- und Sicherheitspolitik bei der italienischen Vertretung  der Europäischen Union in Brüssel tätig.
Vom 19. September 2016 bis 4. Januar 2021 diente er als Botschafter der Italienischen Republik in Sofia.

## Wissenschaftliche Tätigkeit
Ab 2010 leitete er die Abteilung für wissenschaftliche und technologische Zusammenarbeit des Ministeriums für auswärtige Angelegenheiten und internationale Zusammenarbeit (Italien). Im Jahr 2011 wurde er zum Ministre plénipotentiaire und Direktor des Diplomatischen Instituts des Ministeriums für auswärtige Angelegenheiten und internationale Zusammenarbeit ernannt. Seit 2014 ist er auch Trainer für diplomatisches Management und Kommunikation.
Er ist Autor zahlreicher Bücher. Seine jüngsten Forschungen und Veröffentlichungen konzentrieren sich auf den Einsatz neuer Technologien und sozialer Medien in der Diplomatie, auf das Management der Diplomatie und auf Bücher italienischer Diplomaten. Er ist der Gründer und Leiter des Trainingsblogs "Diplo Learning Corner" und der Website "Immaginario diplomatico", die historischen Fotos italienischer Diplomaten gewidmet ist.
Von 2013 bis 2016 war er beim Internetradio der Università Internazionale degli Studi Sociali Guido Carli (Libera Università Internazionale degli Studi Sociali)  Redakteur eines von ihm gestalteten wöchentlichen Radioprogrammes "Diplomazia e Dintorni", das dem Beruf des Diplomaten gewidmet ist.

## Auszeichnungen
- Cavaliere Ufficiale dell’Ordine al Merito della Repubblica (Großes Ehrenzeichen für die Verdienste um die Republik Italien), 2006
- Cavaliere dell’Ordine al Merito della Repubblica, 2001